# Новое Ильинское
Новое Ильинское — село в Петуховском районе Курганской области. Административный центр и единственный населенный пункт Новоильинского сельсовета.

## История
До 1917 года входило в состав Утчанской волости Ишимского уезда Тобольской губернии. По данным на 1926 год состояло из 331 хозяйства. В административном отношении являлось центром Новоильинского сельсовета Петуховского района Ишимского округа Уральской области.

## Население
| 1989 | 2002 | 2010 | 2012 | 2013 | 2014 | 2015 |
| ---- | ---- | ---- | ---- | ---- | ---- | ---- |
| 438  | ↘405 | ↘318 | ↘304 | ↘292 | ↘265 | ↘261 |
| 2016 | 2017 | 2018 | 2019 | 2020 |      |      |
| ↘240 | ↗242 | ↘236 | ↘233 | ↘230 |      |      |

По данным переписи 1926 года в селе проживало 1783 человека (817 мужчин и 966 женщин), в том числе: русские составляли 99 % населения.